# Guanajuato

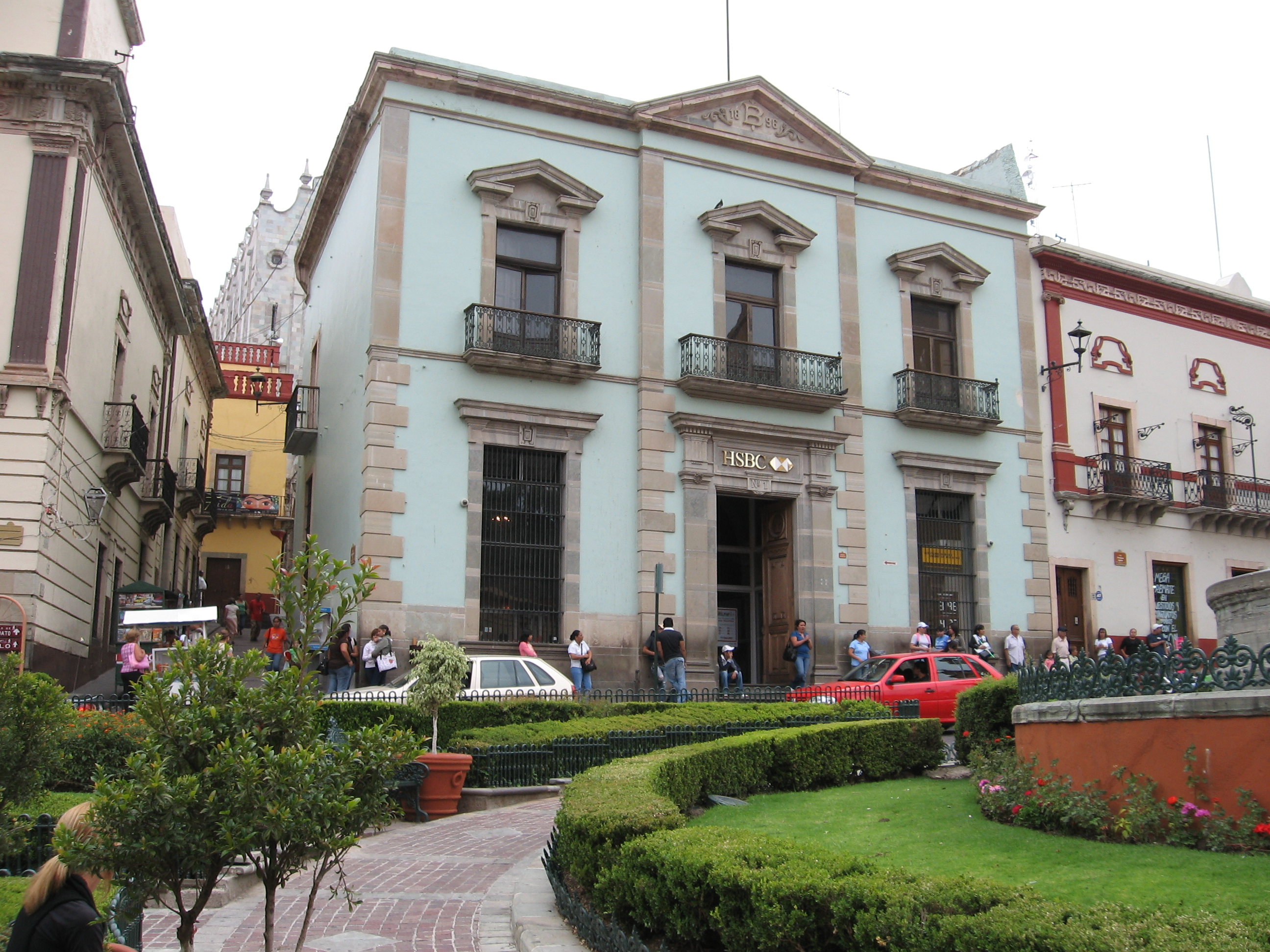
Plaza de la Paz, Guanajuato.

Guanajuato är en ort och kommun i centrala Mexiko och är den administrativa huvudorten för delstaten Guanajuato. Centralorten har cirka 70 000 invånare, med cirka 180 000 invånare i hela kommunen.
Staden är inte ekonomiskt betydande men är administrativt centrum för delstaten och domineras av Universidad de Guanjuato. Årligen ordnas den internationella kulturfestivalen Festival Internacional Cervantino under oktober vilket gör staden till vallfärdsort för både unga partysugna och äldre kulturkonsumenter. Arkitekturen i staden är imponerande och det mesta är byggd i spansk kolonialstil. De färgglada husen klänger upp för ravinens väggar och skapar ett magiskt stadsrum. Staden ligger inklämd i en ravin och kan ses i flera filmer, både mexikanska och amerikanska. Diego Rivera föddes i denna stad.
Guanajuato var och är fortfarande en viktig gruvstad med stora silver- och guldgruvor. Under den spanska kolonialtiden fraktades guldet och silvret i karavan från Guanajuato via Dolores Hidalgo, San Miguel de Allende, Queretaro och vidare till Mexico City och Veracruz för båtfrakt till Spanien.
Guanajuato med omnejd var de centrala områdena vid resningen mot spanjorerna 1810. Flera av upprorsmakarna/frihetskämparna (spanska: insurgentes) halshöggs och huvudena hängdes på hörnen av Alhondiga de Granaditas, spannmålsförrådet i Guanajuato, för längre tids  beskådning.
1988 upptogs det historiska Guanajuato, med närliggande gruvor, på Unescos världsarvslista.

## Viktiga platser
- Jardín del Union
- Callejón del Beso
- La Valenciana
- Las escaleras de la Universidad
- Teatro Principal
- Las Momias

## Vänorter
- Umeå, Sverige